# Michail Wladislawowitsch Tjurin
Michail Wladislawowitsch „Mischa“ Tjurin (russisch Михаил Владиславович Тюрин, wiss. Transliteration Michail Vladislavovič Tjurin; * 2. März 1960 in Kolomna, Russische SFSR) ist ein ehemaliger russischer Kosmonaut.
Tjurin schloss 1984 seine Ausbildung am Staatlichen Luftfahrtinstitut in Moskau, wo er sich auf die Erstellung mathematischer Modelle spezialisiert hatte, mit einem Ingenieursdiplom als Flugzeugmechaniker ab. Der russische Raumfahrtkonzern RKK Energija beschäftigte ihn anschließend als Ingenieur im Bereich Kosmonautenausbildung. Dort war er damit beauftragt, das Training bei Abläufen im Sojus-Raumschiff effizienter zu gestalten. Daneben arbeitete er an Computerprogrammen.

## Kosmonautentätigkeit
Im April 1994 wurde Tjurin für das Kosmonautenkorps ausgewählt. Die nächsten drei Jahre absolvierte er im „Sternenstädtchen“ die Grundausbildung und wurde dann für seinen ersten Raumflug aufgestellt: ab Sommer 1997 trainierte er als Bordingenieur für die Ersatzmannschaft der Expedition 1 auf der Internationalen Raumstation (ISS) und anschließend für die Flugbesatzung der übernächsten Langzeitcrew.
Gemeinsam mit Frank Culbertson und Wladimir Deschurow bildete Tjurin die ISS-Expedition 3, die im August 2001 zur Raumstation starteten. Als Zubringer fungierte die Space-Shuttle-Mission STS-105, die bei ihrem Rückflug die abgelöste ISS-Expedition 2 zurück zur Erde brachte. Culbertson, Tjurin und Deschurow arbeiteten vier Monate auf der ISS und wurden mit STS-108 abgeholt.
Ab Dezember 2003 bereitete sich Tjurin für künftige Langzeitmannschaften der Raumstation vor. Zunächst in der „zweiten Reihe“ als Mitglied von Ersatzbesatzungen (Kommandant von ISS-Expedition 11, Bordingenieur von ISS-Expedition 12), wurde er schließlich für die Hauptmannschaft der 14. Stammbesatzung ausgewählt.
Tjurin war Bordingenieur der ISS-Expedition 14, die am 18. September 2006 mit Sojus TMA-9 startete und am 21. April 2007 landete.
Zu seinem dritten Raumflug startete er am 7. November 2013 als Kommandant von Sojus TMA-11M. Als Mitglied der ISS-Expeditionenen 38 und 39 arbeitete er von November 2013 bis Mai 2014 als Bordingenieur auf der ISS.
Im Januar 2016 schied er aus dem Kosmautenteam aus.